# Гетарія
Гетарія (баск. Getaria (офіційна назва), ісп. Guetaria) — муніципалітет в Іспанії, у складі автономної спільноти Країна Басків, у провінції Гіпускоа. Населення — 2628 осіб (2009).
Муніципалітет розташований на відстані близько 340 км на північ від Мадрида, 17 км на захід від Сан-Себастьяна.
На території муніципалітету розташовані такі населені пункти: (дані про населення за 2009 рік)
- Аскісу: 94 особи
- Ейцага: 52 особи
- Гетарія: 2284 особи
- Меагас: 115 осіб
- Сан-Пруденціо: 83 особи

У Гетарії народився Хуан Себастьян Елькано — іспанський мореплавець баскського походження, що очолив експедицію Магеллана після його смерті і уперше у світі здійснив навколосвітню подорож.

## Демографія
Динаміка населення (INE ):

## Галерея зображень

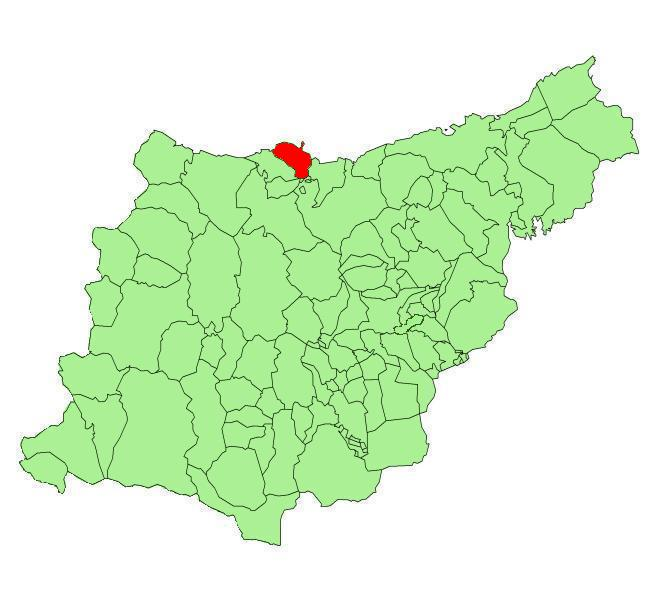
Розташування муніципалітету
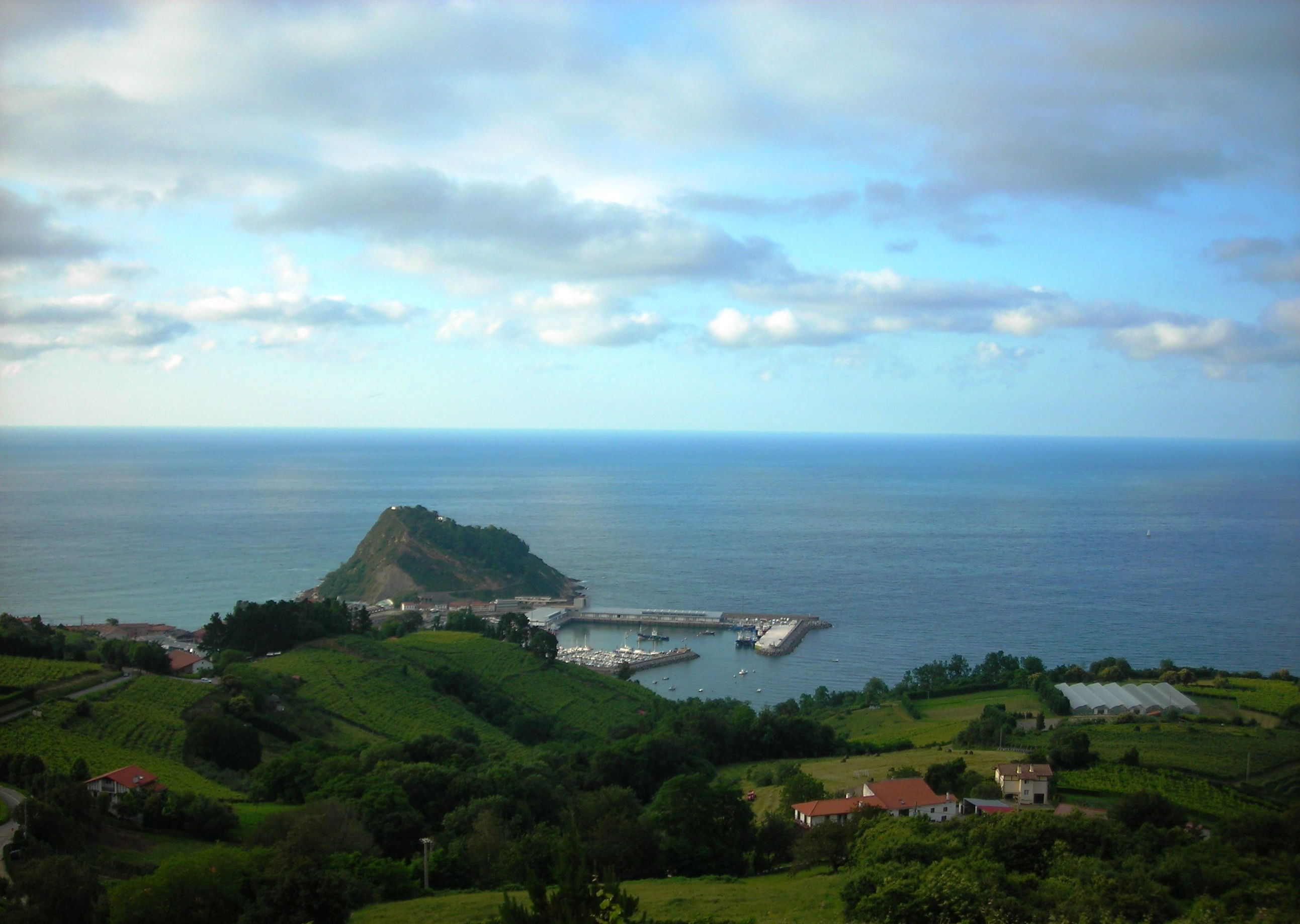
Гетарія
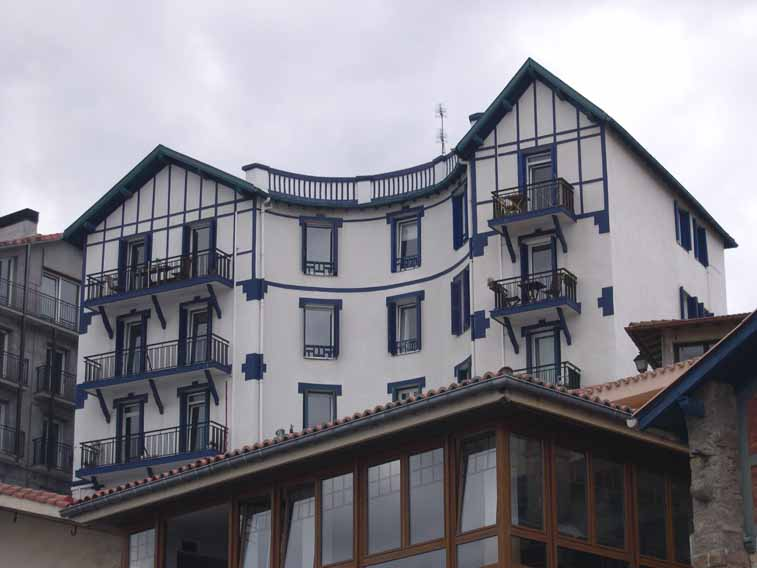
Вид з порту
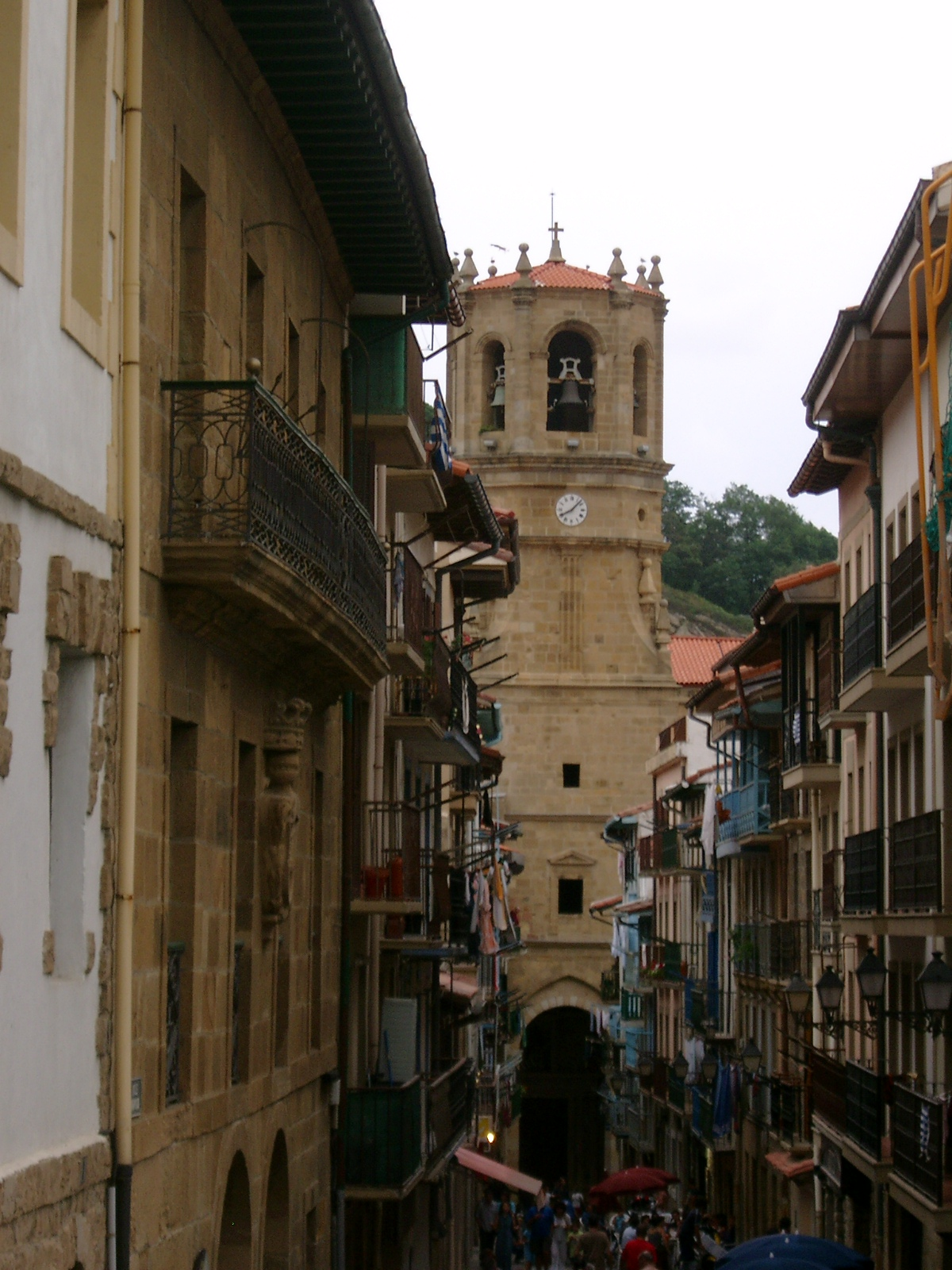
Церква Сан-Сальвадор-де-Гетарія
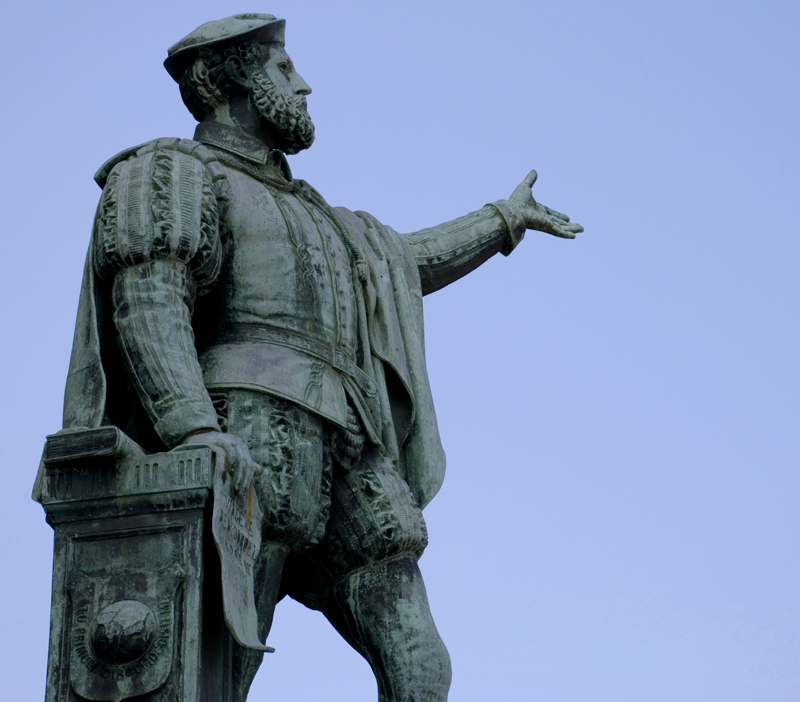
Хуан Себастьян Елькано, уродженець Гетарії